# Martha and the Vandellas
Martha and the Vandellas, amerikansk tjejgrupp bildad 1963 i Detroit, Michigan. Gruppen var tillsammans med The Supremes den största tjejgruppen inom Motown-soulen på 1960-talet. De var dock inte lika popinriktade som Supremes, utan deras låtar drog ofta mer åt renodlad dansant soulmusik.
Medlemmar i gruppen var ursprungligen Martha Reeves,  Gloria Williams, Rosalind Ashford och Annette Beard. De startade gruppen Del-Phis 1960 men slog inte igenom och Gloria Williams lämnade gruppen. Gruppen bytte namn till Martha and the Vandellas och släppte sin första singel under det nya namnet 1963, "Come and Get These Memories". Låten blev en framgång och nådde plats #29 på Billboard Hot 100. Senare samma år lanserades två stora singelhits, först "(Love Is Like a) Heat Wave" och sedan "Quicksand". Båda skrevs av låtskrivartrion Holland-Dozier-Holland, och både nådde topp 10-placering på Billboard Hot 100. Kort efter det slutade Annette Beard som väntade barn. Hon ersattes av Betty Kelly som tidigare varit med i gruppen The Velvelettes. 
Efter några mindre framgångsrika singlar lanserades "Dancing in the Street" 1964 som blev gruppens största hit. Den nådde andraplats på Billboard Hot 100 och blev gruppens första singelhit i Storbritannien där den nådde #21 på UK Singles Chart. Den följdes 1965 upp av hiten "Nowhere to Run" (Holland-Dozier-Holland). Några andra singlar de släppte mellan 1964 och 1967 var "Wild One", "My Baby Loves Me", "I'm Ready for Love" och "Jimmy Mack".
Från och med sent 1967 kallades gruppen Martha Reeves & the Vandellas, och de fick samtidigt en hit med "Honey Chile". Låtskrivartrion Holland-Dozier-Holland lämnade Motown tidigt 1968 och gruppen fick nu förlita sig på andra låtskrivare. Betty Kelly lämnade också gruppen för att ersättas av Martha Reeves syster Lois Reeves. 1969 försvann även Rosalind Ashford som förutom Martha var den enda sångerskan som varit med i gruppen från början. Samma år lanserades "Dancing in the Street" på nytt och blev en ännu större hit än den varit 1964.
Gruppens nya singlar blev dock mindre och mindre framgångsrika och de hade en sista adekvat framgång med låten "Bless You" 1971. Martha and the Vandellas upplöstes 1972 och Reeves påbörjade en solokarriär. Reeves har dock senare uppträtt med andra sångerskor under gruppnamnet. År 1995 invaldes de i Rock and Roll Hall of Fame.

## Diskografi (urval)
Album
- Come and Get These Memories, 1963
- Heat Wave, 1963
- Dance Party, 1965
- Watchout!, 1966
- Martha and the Vandellas' Greatest Hits, 1966

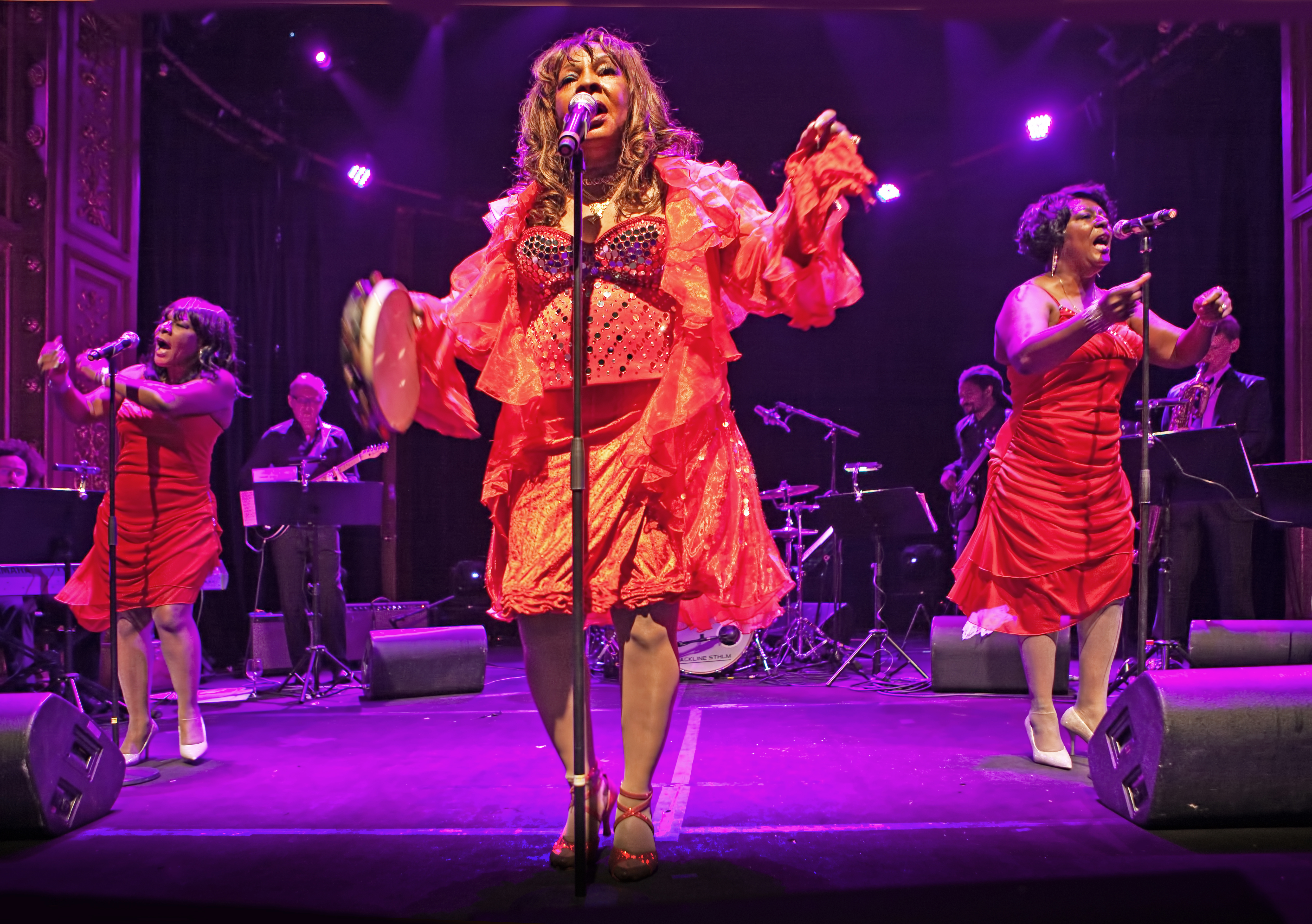
Martha and the Vandellas på Berns i Stockholm (2011).

- Martha and the Vandellas Live!, 1967
- Ridin' High, 1968
- Sugar 'n' Spice, 1969
- Natural Resources, 1970
- Black Magic, 1972

Singlar (topp 20 på Billboard Hot Rhythm & Blues Singles)
- Come and Get These Memories / Jealous Lover, 1963 (#6)
- (Love Is Like a) Heat Wave / A Love Like Yours (Don't Come Knocking Everyday), 1963 (#1) (också #4 på Billboard Hot 100)
- Quicksand / Darling, I Hum Our Song, 1963 (#7)
- Live Wire / Old Love (Let's Try Again), 1964 (#11)
- In My Lonely Room / A Tear for the Girl, 1964 (#6)
- Dancing in the Street / There He Is (At My Door), 1964 (#8) (också #2 på Billboard Hot 100)
- Wild One / Dancing Slow, 1964 (#11)
- Nowhere to Run / Motoring, 1965 (#5)
- My Baby Loves Me / Never Leave Your Baby's Side, 1966 (#3)
- I'm Ready for Love / He Doesn't Love Her Anymore, (#2)
- Jimmy Mack / Third Finger, Left Hand, 1967 (#1)
- Love Bug Leave My Heart Alone / One Way Out, 1967 (#14)
- Honey Chile / Show Me the Way, 1967 (#5)